# سوربانی
سوربانی، روستایی است از توابع بخش سیلوانه و در شهرستان ارومیه استان آذربایجان غربی ایران.

## جمعیت
این روستا در دهستان ترگور قرار داشته و بر اساس سرشماری سال ۱۳۸۵ جمعیت آن ۴۵ نفر (۶ خانوار)
بوده‌است.
1. ↑  درگاه ملی آمار ایران